# Bjørn Rime
Bjørn Rime (Gjøvik, 18 gennaio 1945) è un allenatore di calcio ed ex calciatore norvegese, di ruolo difensore.

## Carriera

### Giocatore

#### Club
Rime vestì la maglia del Gjøvik-Lyn, prima di passare al Rosenborg. Esordì in squadra in data 8 settembre 1968, nella vittoria per 7-1 sul Brann. Con questa maglia, vinse due campionati (1969 e 1971) e un'edizione della Norgesmesterskapet (1971).

#### Nazionale
Rime conta una presenza per la Norvegia. Il 20 luglio 1970, infatti, giocò nella sconfitta per 2-0 contro l'Islanda.

### Allenatore
Nel 1977, ricoprì la carica di allenatore-giocatore al Rosenborg.

## Palmarès

### Giocatore

#### Club

##### Competizioni nazionali
- Campionato norvegese: 2

Rosenborg: 1969, 1971
- Coppa di Norvegia: 1

Rosenborg: 1971